# Hestnes
Hestnes is een plaats in de Noorse gemeente Eigersund, provincie Rogaland. Hestnes telt 203 inwoners (2007) en heeft een oppervlakte van 0,16 km².